# Prevenção terciária
Prevenção terciária é o conjunto de acções que visam reduzir a incapacidade de forma a permitir uma rápida e melhor reintegração do indivíduo na sociedade, aproveitando as capacidades remanescentes. Poderia ser encarada como reabilitação do indivíduo.
Como exemplo, podem-se citar acções de formação a nível de escolas e ou locais de trabalho que visem anular atitudes fóbicas em relação a um indivíduo infectado pelo VIH. Outro exemplo, a nível da saúde ocupacional, seria a reintegração daquele trabalhador na empresa, caso não pudesse continuar a exercer, por razões médicas, o mesmo tipo de actividades.
| Formas de prevenção        | Formas de prevenção | Formas de prevenção | Ponto de vista do médico                                     | Ponto de vista do médico                                     |
| Formas de prevenção        | Formas de prevenção | Formas de prevenção | Doença                                                       |                                                              |
| Formas de prevenção        | Formas de prevenção | Formas de prevenção | ausência                                                     | presença                                                     |
| Ponto de vista do paciente | Enfermidade         | ausência            | Prevenção primária (enfermidade ausência doença ausência)    | Prevenção secundária (enfermidade ausência doença presença)  |
| Ponto de vista do paciente | Enfermidade         | presença            | Prevenção quaternária (enfermidade presença doença ausência) | 'Prevenção terciária' (enfermidade presença doença presença) |